# Thằn lằn Tức Dụp
Thằn lằn Tức Dụp (danh pháp: Cnemaspis tucdupensis) là loài thằn lằn trong họ Gekkonidae. Loài này được L. Lee Grismer và Ngô Văn Trí mô tả khoa học đầu tiên năm 2007.